# Etiuda op. 25 nr 3 (Chopin)

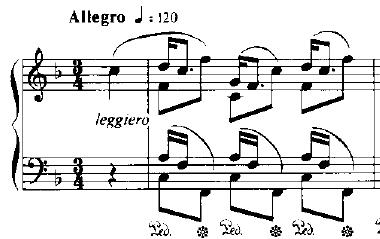
Początek Etiudy

Etiuda F-dur op. 25 nr 3 – trzecia z drugiego zbioru Etiud Fryderyka Chopina. Została skomponowana na fortepian w 1836. Dedykowana hr. Marii d'Agoult, kochance Liszta (à Madame la Comtesse d'Agoult), jak cały opus 25.